# 蒙古中爪獸屬
蒙古爪中兽属是一個已灭绝的哺乳類動物屬，生存于始新世中期的蒙古国，至漸新世時絕滅。